# Simav (fiume)
Il Simav (in turco: Simav Çayı) o Susurluk (Susurluk Çayı) è un fiume della Turchia anatolica. Era il classico Macesto (in latino Macestus, in greco Mékestos?). Nel XIX secolo, era noto come Mikalick.

## Geografia
Il suo corso è lungo 321 km e il suo bacino comprende 22.400 km2.
Il Simav ha la sua sorgente nella Provincia di Kütahya, dalla quael scorre a nord attraverso la pianura di Simav nella Provincia di Balıkesir. C'è una cisterna presso la Diga di Çaygören, dal quale il Simav scorre oltre Susurluk e incontra l'Adirnas. Durante il periodo classico, il Macesto era un affluente del Rindaco (il moderno Adirnas), ma oggi il Simav forma il corso principale dalla loro confluenza vicino a Karacabey fino giù al Mare di Marmara. Lungo il percorso, incontra il Nilüfer (il classico Odrisse).
La sua foce è di fronte all'isola di İmralı, una prigione di massima sicurezza.